# グローリーデイ
『グローリーデイ』（原題: 글로리데이, 英題: One Way Trip）は、2015年の韓国映画。

## あらすじ
ヨンビ、サンウ、ジゴン、ドゥマンの4人は、入隊するサンウを見送るために、集まって旅行に出かける。彼らは旅行先の浦項ですっかり大人になった気分で浮かれていたが、とある暴力事件に遭遇する。

## スタッフ
- 監督：チェ・ジョンヨル
- 脚本：チェ・ジョンヨル
- 製作：イム・スルレ
- 音楽：チョン・ギョイム
- 撮影：イ・ヒョンビン

## キャスト
- ヨンビ：ジス
- サンウ：スホ
- ジゴン：リュ・ジュンヨル
- ドゥマン：キム・ヒチャン
- ヒョンジェ：キム・ドンワン
- パク・ウネ：イ・ジヨン